# 葉惠民
葉惠民（Yip Wai-Man；1959年3月18日—），香港茶文化藝術工作者、香港茶道總會創會會長。創辦香港惠民茶道。

## 生平
葉惠民生於印尼泗水，因兒時遇上印尼排華，於是隨父母舉家移居香港。葉惠民早年曾於澳門居住了7年，並於1972年在澳門嶺南中學（小學部）完成小學課程。之後在1978年畢業於香港嶺南中學（昕社校友）。葉惠民在於中五畢業後在香港明愛總部辦公室（即明愛堅道服務中心）任信差，同時修讀社會工作及心理學課程，最終得以加入社工行列，先後在明愛中心、亞洲歸主協會及突破機構從事青少年服務工作。期間因為籌辦中國文化推廣活動，開始接觸中國茶。後來葉惠民創辦雅博茶坊
。
除經營茶葉及茶具生意之外，葉惠民於1997年擔任香港話劇團原創話劇《誰遣香茶挽夢回》（杜國威撰、汪明荃主演）顧問， 其後在1999年與無綫電視合作製作電視劇《茶是故鄉濃》。 此外，他亦於2001年參與了香港郵政「香港茗藝」郵票的製作。

## 編著
- 《香港茶藝小百科》
- 《香港茶藝特輯》
- 《香港茶會日誌》
- 《朱泥壺的世界》
- 《中國茶文化（海外版）》

## 音樂作品
| 歌曲           | 主唱   | 葉參與部份 | 獎項                       |
| -------------- | ------ | ---------- | -------------------------- |
| 角落           | 葉楊   | 曲、詞     |                            |
| 如果香港       | 葉子菁 | 曲         |                            |
| 一杯清茶寫逍遙 | 何賽飛 | 曲、詞     | 優秀創作人(華語金曲獎2016) |
| 小小時代       | 蔣慶華 | 曲、詞     |                            |
| 小星星         | 葉美君 | 曲、詞     |                            |

## 相關連結
- 雅博茶坊 （页面存档备份，存于）
- 香港十大傑出青年（1996年） （页面存档备份，存于）
- 中國國際茶藝會會長葉惠民 （页面存档备份，存于）
- 喜馬拉亞山茶會